# 웨이머스 포틀랜드

웨이머스 포틀랜드의 위치

웨이머스 포틀랜드(영어: Weymouth and Portland)는 잉글랜드 도싯주에 위치한 비도시 자치구로 중심 도시는 웨이머스이며 인구는 64,992명(2014년 기준), 면적은 41.8km2이다.